# Thomas Overbury
Thomas Overbury est un poète anglais, né le 18 juin 1581 et mort le 14 septembre 1613. 

## Biographie
Thomas Overbury est le fils d'un parlementaire de la Chambre des Communes, Nicholas Overbury de Bourton-on-the-Hill (Gloucester), et de Mary Palmer. À l'automne 1595, il s'inscrivit comme commoner (boursier roturier) de Queen's College à Oxford, où il obtint une licence ès Arts (1598) ; puis il partit pour Londres étudier le droit à Middle Temple. Là, il devint un favori de Robert Cecil. Il voyagea sur le Continent, et s'y tailla une réputation de bel esprit et de gentilhomme.
Il fut longtemps l'ami et le confident de Robert Carr, comte de Somerset, favori de Jacques Ier ; mais, ayant contrarié les projets du favori sur la comtesse d'Essex, celui-ci le fit emprisonner à la Tour sous une fausse accusation et l'y fit périr par le poison (1613). Cette mort donna lieu à la disgrâce de Carr et à un procès célèbre. 
On a d'Overbury quelques poésies, entre autres la Femme et le Remède d'amour.

## Source
Cet article comprend des extraits du Dictionnaire Bouillet. Il est possible de supprimer cette indication, si le texte reflète le savoir actuel sur ce thème, si les sources sont citées, s'il satisfait aux exigences linguistiques actuelles et s'il ne contient pas de propos qui vont à l'encontre des règles de neutralité de Wikipédia.